# Crypsicometa particolor
Crypsicometa particolor là một loài bướm đêm trong họ Geometridae.